# From distant times
From distant times is een studioalbum van Nattefrost. Enig lid van de band Bjørn Jeppesen werkte voor dit album samen met Matzumi (Kathrin Manz). De vraag is of de twee musici elkaar daarbij gezien hebben. De muziek van Jeppesen werd namelijk opgenomen in zijn eigen geluidsstudio in Denemarken. Matzumi nam haar muziek op in Duitsland. De muziek bestaat uit elektronische muziek uit de Berlijnse School voor elektronische muziek met sequencers en elektronische koren vermengd met modernere stromingen binnen het segment van de elektronische muziek.

## Musici
- Bjorn Jeppesen – synthesizers, elektronica, zang
- Matzumi - synthesizers, elektronica, zang

## Muziek
| Nr. | Titel                 | Duur |
| --- | --------------------- | ---- |
| 1.  | First movement        | 2:20 |
| 2.  | Evolution             | 6:05 |
| 3.  | The ancient land      | 8:28 |
| 4.  | The portal            | 7:56 |
| 5.  | Rise of the phoenix   | 5:53 |
| 6.  | Time passing          | 9:01 |
| 7.  | Medieval              | 6:19 |
| 8.  | The new dawn          | 6:59 |
| 9.  | Cold midwinter nights | 8:20 |